# Seydelia
Seydelia is een geslacht van vlinders van de familie spinneruilen (Erebidae), uit de onderfamilie Arctiinae.

## Soorten
- S. ellioti (Butler, 1895)
- S. geometrica (Oberthür, 1883)
- S. kostlani Gaede, 1923
- S. melaena Hampson, 1901
- S. melaenoides Rothschild, 1935
- S. turlini de Toulgoët, 1976